# Gedera
Gedera (en hebreo: גדרה) es un concejo local del distrito Central de Israel. Se encuentra entre las ciudades de Asdod y Rejovot. Gedera fue fundada en 1884 por estudiantes rusos y miembros del grupo Bilu y obtuvo el estatus de concejo local en 1949.

## Historia

### Historia bíblica
Gedera fue una ciudad de los cananeos, mencionada bajo varios nombres. La ciudad fue conquistada por Josué. Fue conocida también como Gederot, posteriormente pasó a formar parte del territorio de la tribu de Judá y fue ocupada por los filisteos, junto con Beit Shemesh y Timna (II Crónicas 28-18).

### Actualidad
La situación de Gedera entre las grandes ciudades del Distrito del Sur de Israel (Rejovot, Asdod, Qiryat Gat, Ascalón y Rishon Le-Tzión, los bajos precios de las viviendas y los paisajes todavía no urbanizados de los alrededores han hecho que muchas personas se instalen allí. Gedera es de hecho uno de los municipios con la tasa de crecimiento de población más alta de Israel, con un crecimiento anual del 7,9%.